# Арилювання
Арилюва́ння (рос. арилирование, англ. arylation) — введення арильної групи в молекулу органічної сполуки з утворенням зв'язків С–С або C-гетероатом шляхом заміщення атома H або іншої групи (Hal, OR) на арильну групу. Реакція провідиться при дії ароматичних галогенідів, амінів, солей сульфокислот, ангідридів, а також за допомогою реакцій приєднання до активованих кратних зв'язків (реакції Гомберга — Бахмана, Ульмана, Меєрвейна та ін.).
R–H + Ar–N2Hal → R–Ar: ArCH=CHCOPh + Ar'–H +AlCl3 → ArCH(Ar')–CH2COPh
На відміну від алкілювання, що означає введення алкільних груп, арилювання описує введення арильної групи в хімічну, зазвичай органічну сполуку. Арилювання не обмежується зв'язком між арильним радикалом та атомом вуглецю, але також використовується для зв'язування з такими гетероатомами, як азот, кисень, сірка або фосфор.

Мідь — каталізоване арилювання галогеніду фенілу до біфенілу.

Арилювання бідних електронами гетероароматичних сполук, таких як піридин або хінолін, також може здійснюватися нуклеофілами і електрофільне ароматичне заміщення можна проводити металоорганічними сполуками, такими як органолітій або сполуки Гриньяра.